# Charybdis (Charybdis) feriata
De Charybdis (Charybdis) feriata is een krabbensoort uit de familie van de zwemkrabben (Portunidae). De wetenschappelijke naam van de soort werd als Cancer feriatus in 1758 gepubliceerd door Carl Linnaeus.  
Voorheen dacht met dat de soort was uitgestorven rond de jaren 60'. Op 13 december 2004 werd hij opnieuw geregistreerd in de Middellandse Zee, gebaseerd op een enkele volwassen vrouwtje dat gevangen was in een kieuwnet voor de kust van Barcelona op een diepte tussen de 60 en 70 meter.

## Kenmerken
De krabben hebben een opvallende kruisvormige witte markering op hun pantser. De krab heeft een maximale schaalbreedte van 20 centimeter waarbij vrouwtjes 150 tot 350 gram wegen in vergelijking met mannetjes, die 1 kilogram kunnen bereiken.

## Leefwijze
Hij komt meestal litoraal voor op modderige en zanderige bodems, evenals op rotsachtige en steenachtige kusten, inclusief koraalriffen, op een diepte van ongeveer 10 tot 60 meter.
Het voedt zich met vers en rottend vlees. Zijn darminhoud heeft kleine schaaldieren, vissen, weekdieren en puin onthuld.

### Paring
De paring vindt in de nachtelijke uren plaats. De pas uitgezette eieren zijn eerst helder geel-oranje maar veranderen dan geleidelijk naar bruin en vervolgens grijs.

## Voorkomen
Charybdis (Charybdis) feriata is een portunid-krabsoort die wijdverspreid voorkomt in de Indo-Pacifische regio, van Japan en China tot Australië in het oosten. Ook Oost- en Zuid-Afrika, de Golf van Oman, de Arabische Golf, Pakistan, India, Sri Lanka en Indonesië vallen onder zijn leefgebied. 

## Visserij
Hij heeft een hoge commerciële waarde en wordt gevangen in sleepnetten, vallen en vaste netten. De soort wordt meestal bevroren verkocht. Met de recente uitbreiding van de markten voor levende vis wordt hij nu echter ook gehouden in aquaria en opslagtanks en geëxporteerd door en naar heel Oost-Azië. Door zijn grootte en kwaliteit van het vlees is hij een waardevol doelwit voor aquacultuurpraktijken.
Charybdis (Charybdis) feriata ondersteunt de visserij aan de kust van Karnataka en de hele vangst wordt aangevoerd door meerdaagse vissers die opereren buiten de 30 meter dieptezone. De hoogste landing werd waargenomen in 2003. Het visseizoen voor de soort loopt over het algemeen van de maand september tot juni, maar het piekseizoen voor het vissen van de soort is in december tot juni.

## Etymologie
In het Engels staat de soort bekend onder de naam "crucifix crab". Hij dankt deze naam aan het kruisvormige patroon op het schild. De wetenschappelijke naam feriatus betekent "heilige dag". Het kruis dat deze krab draagt, heeft het tot onderwerp van de christelijke mythologie gemaakt. De jezuïetenpriester, Sint Franciscus Xavier, zou in Indonesië zijn kruisbeeld hebben verloren tijdens een storm. Details zijn vaag van bron tot bron, maar het kruisbeeld is mogelijk verloren gegaan tijdens een poging om de storm te bedwingen. De volgende dag, toen Sint-Franciscus dicht bij de kust was, kroop een krab naar hem toe met zijn kruisbeeld tussen zijn tangen. Naar verluidt zegende Sint Franciscus de krab en sindsdien hebben de krabben het kruispatroon op hun schild. Sommige katholieke groepen geloven dat de krab heilig is en de schelpen worden vaak verkocht als religieuze curiosa of mogelijk als geluksbrengers.